# Железна Гора
Железна Гора је насељено место у саставу општине Штригова у Међимурској жупанији, Република Хрватска.

## Историја
До територијалне реорганизације у Хрватској налазила се у саставу старе општине Чаковец.

## Становништво
На попису становништва 2011. године, Железна Гора је имала 465 становника.

## Попис1991.
На попису становништва 1991. године, насељено место Железна Гора је имало 493 становника, следећег националног састава:
| Попис 1991.‍  | Попис 1991.‍  | Попис 1991.‍ | Попис 1991.‍ | Попис 1991.‍ |
| ------------ | ------------ | ----------- | ----------- | ----------- |
|              |              |             |             |             |
| Хрвати       | Хрвати       |             | 471         | 95,53%      |
| Словенци     | Словенци     |             | 13          | 2,63%       |
| неопредељени | неопредељени |             | 2           | 0,40%       |
| непознато    | непознато    |             | 7           | 1,41%       |
| укупно: 493  |              |             |             |             |